# Durham (North Carolina)
Durham is een stad in de Amerikaanse staat North Carolina en telt 228.330 inwoners. Het is hiermee de 85e stad in de Verenigde Staten (2010). De oppervlakte bedraagt 244,9 km², waarmee het de 72e stad is. 

## Economie
Durham is in het verleden een belangrijke en rijke stad geweest door de tabakshandel. Uit die glorietijd heeft het de Duke University overgehouden. Van de tabakshandel is niets meer over en het centrum van de stad is een gebied met grote economische en sociale problemen. Een vliegtuigmotorfabriek van GE Aviation en CFM International zijn er gevestigd.

## Demografie
Van de bevolking is 8,9 % ouder dan 65 jaar en bestaat voor 33,7 % uit eenpersoonshuishoudens (2010).
Ongeveer 14,22 % van de bevolking van Durham bestaat uit hispanics en latino's, 40,96 % is van Afrikaanse oorsprong en 5,07 % van Aziatische oorsprong.
Het aantal inwoners steeg van 136.611 in 1990 naar 187.035 in 2000.

## Klimaat
In januari is de gemiddelde temperatuur 2,8 °C, in juli is dat 25,1 °C. Jaarlijks valt er gemiddeld 1221,7 mm neerslag (gegevens op basis van de meetperiode 1961-1990).

## Plaatsen in de nabije omgeving
De onderstaande figuur toont nabijgelegen plaatsen in een straal van 20 km rond Durham.

## Geboren
- Frederick Brooks (1931-2022), computerweterschapper
- Clyde McPhatter (1932-1972), zanger
- Grady Tate (1932-2017), jazzzanger en -drummer
- Penny Fuller (1940), actrice
- Betty Davis (1944-2022), zangeres en model
- LeRoi Moore (1961-2008), saxofonist
- David Aaron Baker (1963), acteur
- Jeff Tremaine (1966), filmregisseur
- Kim Graham (1971), atlete
- April Parker-Jones, actrice